# Port de Noblessner
Le port de Noblessner (estonien : Noblessneri sadam, code EE NOB), auparavant 1918–1940 et 1993–2013 Port de Pierre (estonien : Peetri sadam est un port à Tallinn en Estonie.

## Présentation
Le port de Noblessner est en bordure de la baie de Tallinn entre Miinisadam et l'hydroaéroport de Tallinn.
Au début du XXe siècle, un chantier naval secret de sous-marins fondé par l'empereur russe opérait dans le chantier de Noblessner, où douze sous-marins ont été fabriqués.
Après la déclaration d'indépendance de l'Estonie en 1918, l'exploitation du chantier naval a pris fin.
En 2010, un petit port de plaisance a été construit dans l'un des bassins du port de Peetri.
Depuis les années 2010, l'ancienne base de sous-marins de Noblessner est une zone en cours de transformation en centre culturel et de divertissement. Dans le bâtiment de la fonderie situé dans la zone, il y a la Proto Invention Factory et à côté le centre d'art Kai, qui présente diverses formes d'art, dont l'organisme de tutelle est le Centre estonien de développement de l'art contemporain.
Le complexe de la brasserie Põhjala comprend une brasserie, une boutique, un restaurant et un sauna. Le quartier abrite également des appartements, des boutiques de cadeaux, des galeries, des restaurants et le club techno HALL.
BLRT Grupp a demandé à changer le nom du port de Peetri en port de Noblessner, et le conseil municipal de la ville de Tallinn a changé le nom du port le 2 octobre 2013.

## Étymologie
Le port et le chantier naval de Noblessner (et) sont nommés chantier naval Nobel and Lessner de 1913 à 1916 puis chantier naval Noblessner de 1916 à 1918.
En 1918, le chantier naval devient le chantier naval de Pierre, c'est pourquoi le port est aussi devenu le port de Pierre, dans les années 1918-1940.
Le 26 juillet 1940, le port et l'usine ont été mis à la disposition de la marine de l'URSS, et à partir de 1944, le port portait également le même nom que l'usine, qui était la 7ème usine.
En 1993, le nom de port de Pierre a été restauré.
Le nom "Pierre" n'avait aucun lien historique direct avec le port de Pierre le Grand ou avec la forteresse navale de l'Empereur Pierre le Grand, mais le nom de Noblessner avait aussi été porté  par le port pendant une courte période en 1916-1918.
Le conseil des noms de lieux a discuté de la demande du groupe BLRT lors de plusieurs réunions et a demandé l'avis du musée maritime estonien, le musée était en faveur du nom officiel d'avant-guerre du port.
Bien que le Conseil des noms de lieux ait considéré comme une mauvaise pratique de changer le nom à la discrétion du propriétaire du port et ait discuté du nom de ce port lors de plusieurs réunions, il a finalement été décidé d'appuyer le changement du nom de Port de Pierre en Port de Noblessner.

## Galerie

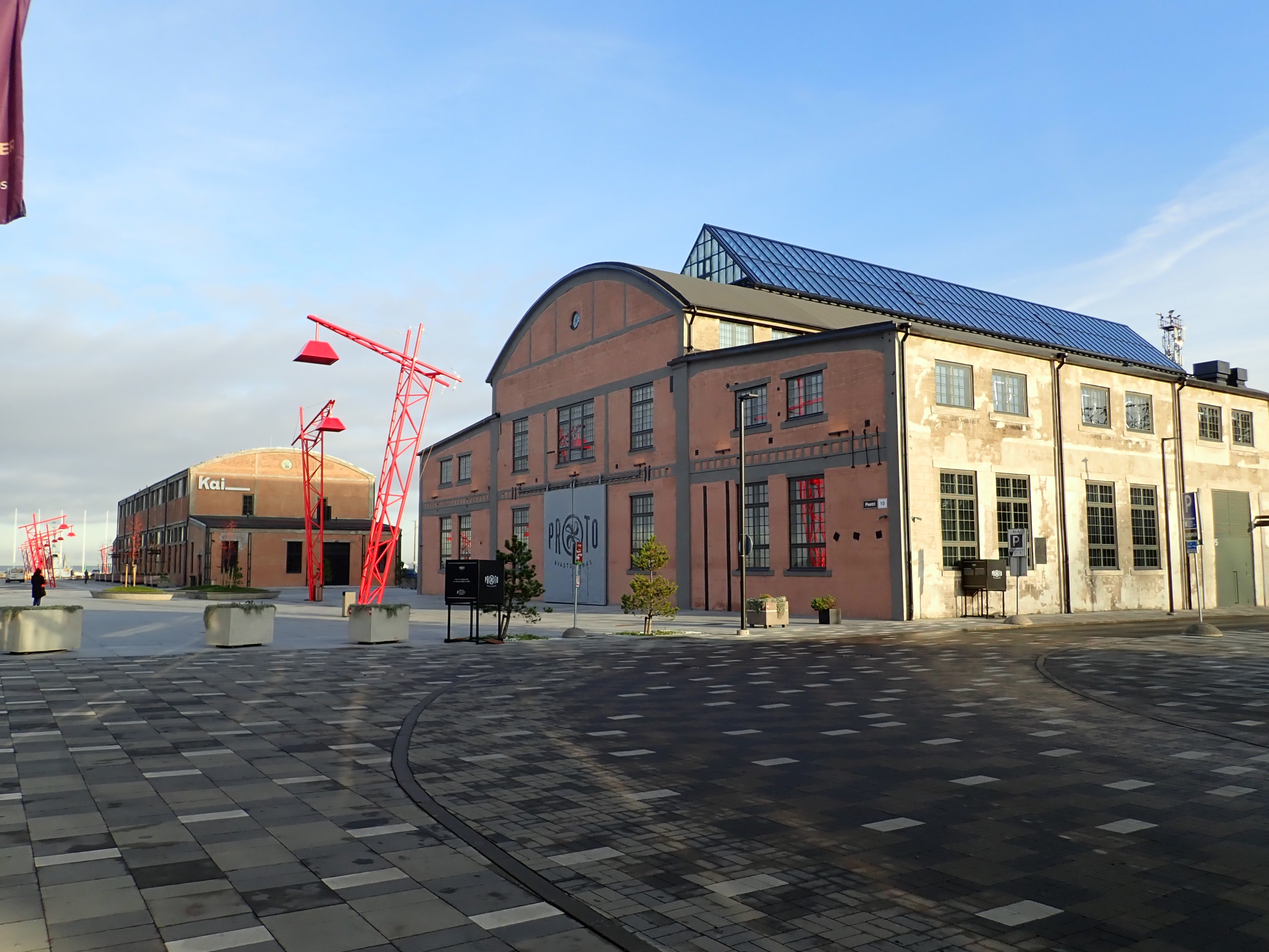
Centre artistique Kai
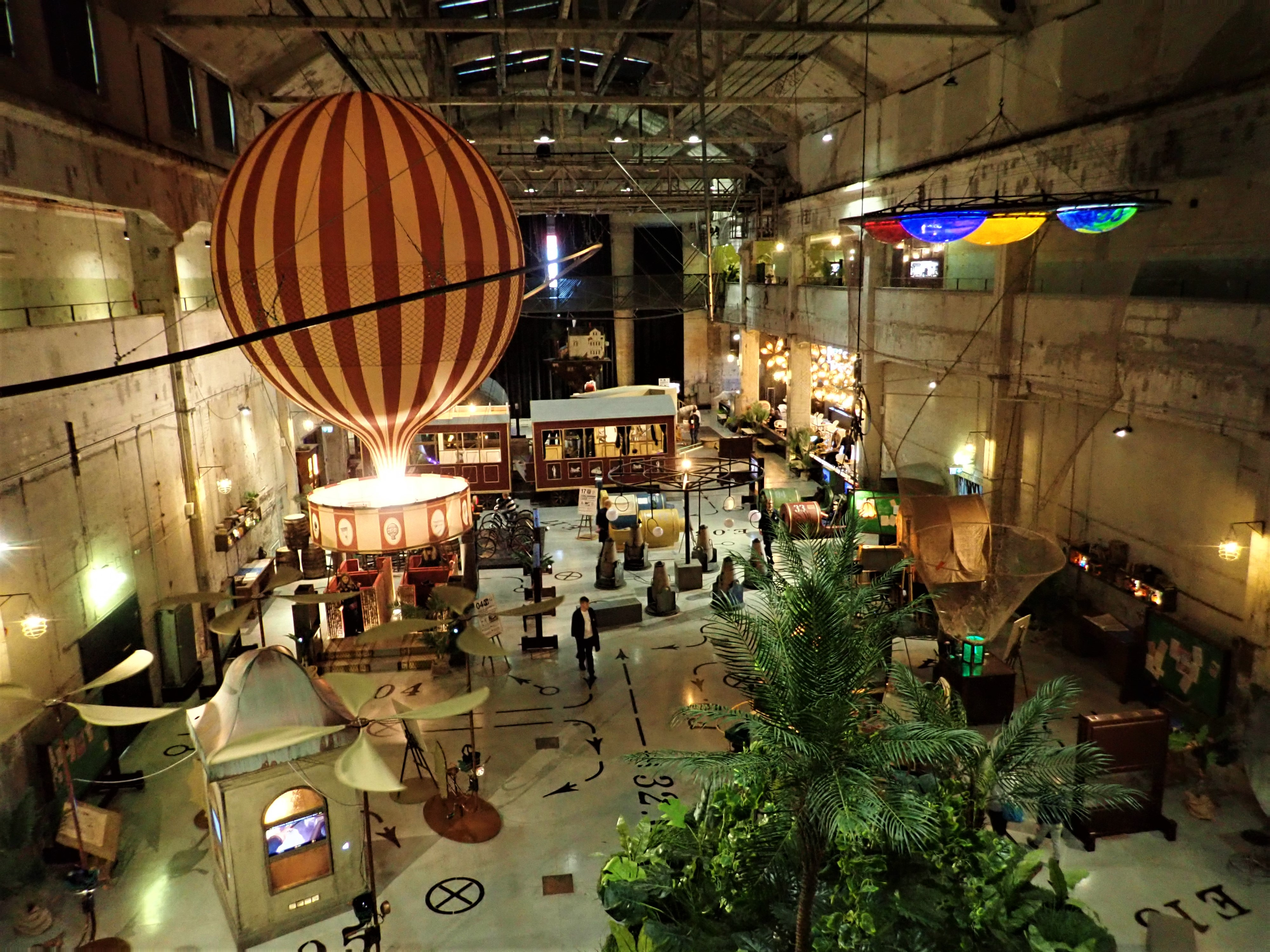
Usine PROTO
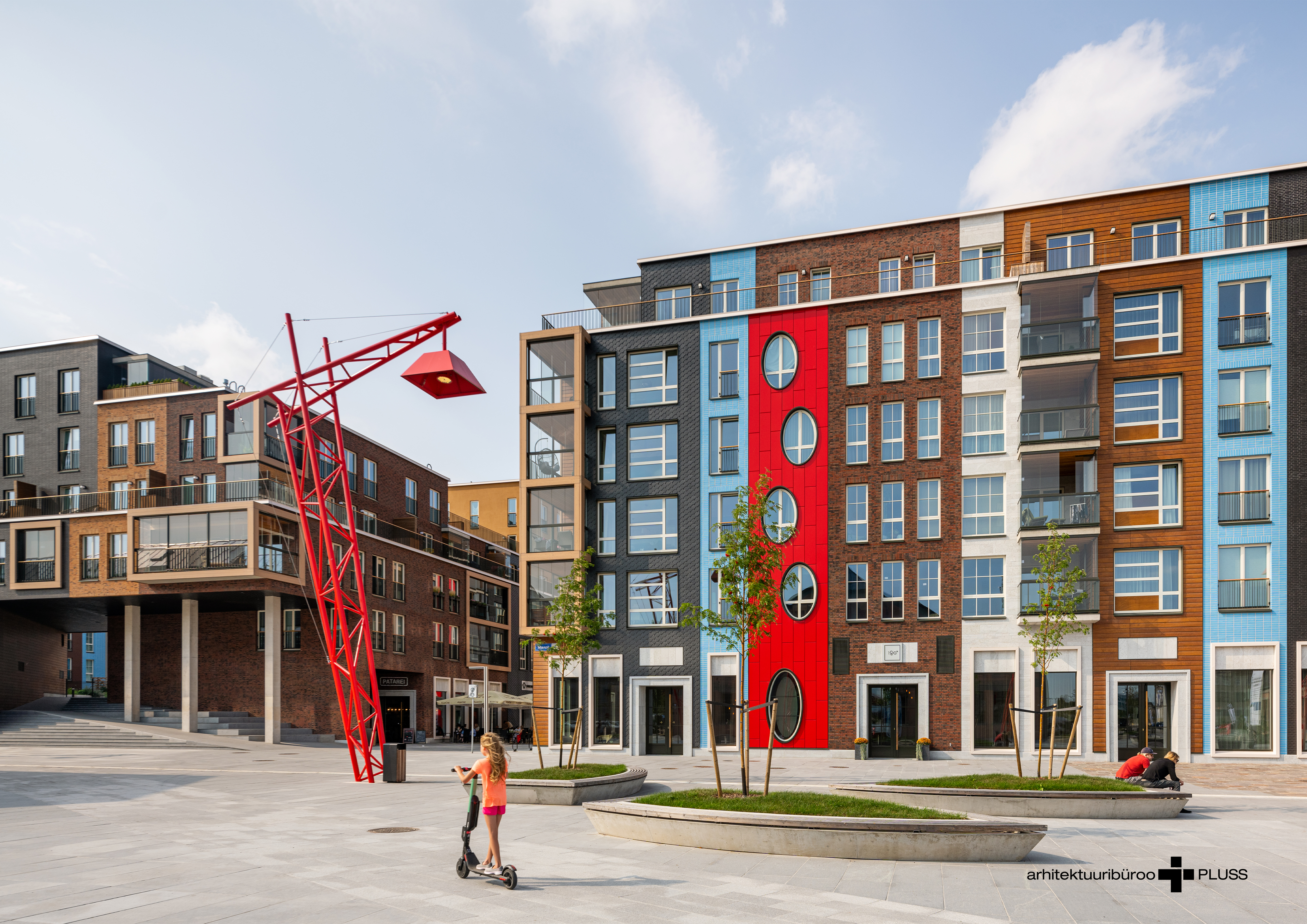
Staapli 3
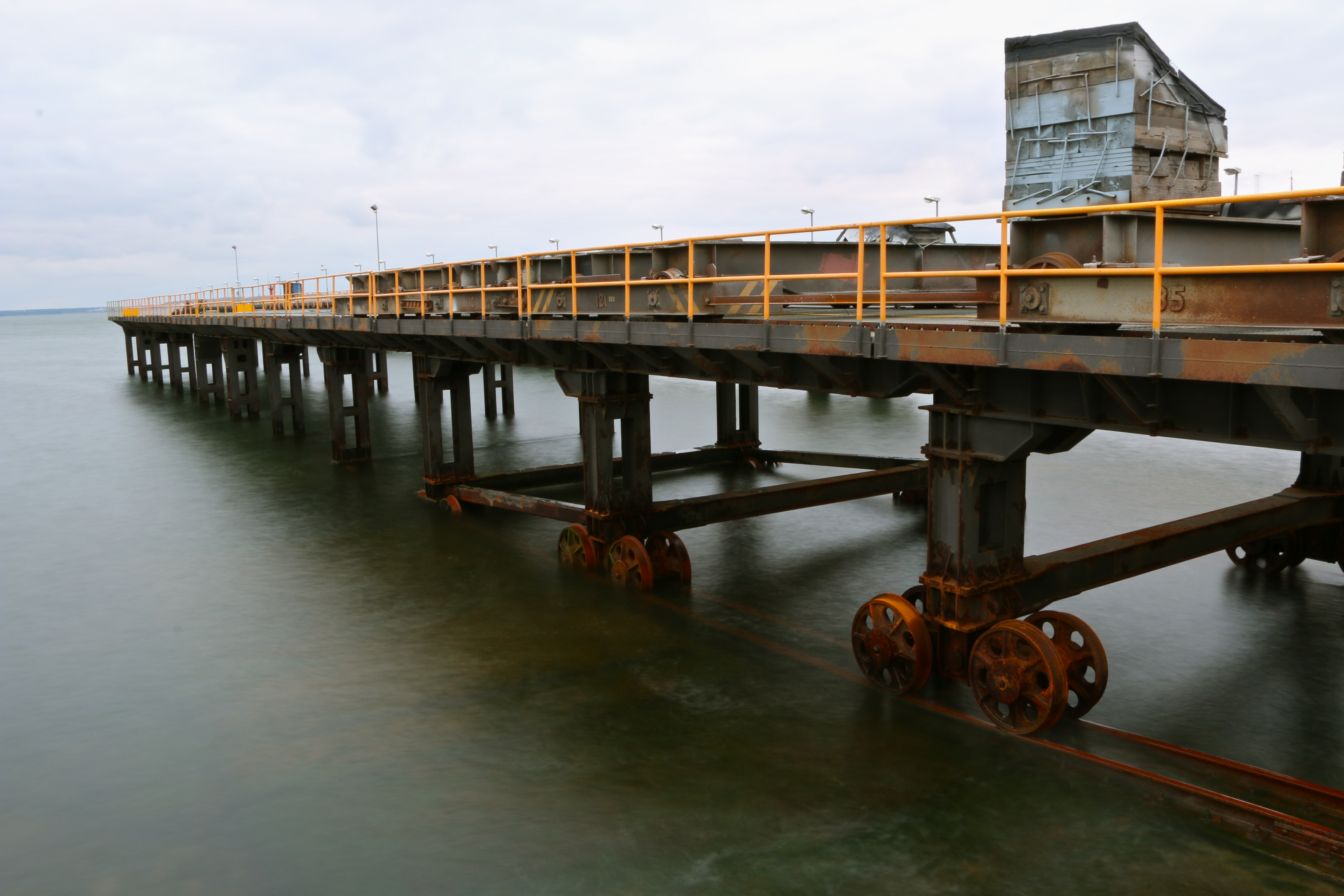
Cale du chantier naval.